# Evropski mehanizem deviznih tečajev
Evropski mehanizem deviznih tečajev (angleško Exchange-rate mechanism) je mehanizem tečajnih razmerij za države Evropske skupnosti, ki niso članice monetarne unije. Mehanizem ERM-2 je leta 1999 nasledil starejši mehanizem ERM, ki ga je Evropska skupnost uvedla marca 1979, da bi zmanjšala spremenljivost tečajnih razmerij in dosegla monetarno stabilnost, potrebno za uvedbo skupne valute.
Odločitev o vstopu v ERM-2 je prepuščena državi članici, članstvo pa pomeni vezavo domače valute na evro z namenom, da se državo pripravi za polnopravno članstvo v Evropski monetarni uniji. Eden od pogojev, ki jih mora država članica izpolnjevati pred vstopom v monetarno unijo, je, da je menjalno razmerje med evrom in krajevno valuto stabilno vsaj dve leti pred vstopom.
Od začetka leta 1999 je v ERM-2 vključena danska krona; 28. junija 2004 pa so se ji priključile še estonska krona, litovski litas in slovenski tolar. Ciper, Latvija in Malta so se mehanizmu priključile 29. aprila 2005. Češka, Madžarska, Poljska, Slovaška, Švedska in Združeno kraljestvo za zdaj svojih valut niso vključile v mehanizem ERM-2.
Vključitev v ERM-2 v praksi pomeni, da je za dano valuto v naprej določeno centralno tečajno razmerje glede na evro. Tečaj valute lahko variira okrog tečajnega razmerja največ za vnaprej določeno vrednost. V primeru Danske lahko danska krona variira glede na evro za največ ± 2,25 %.